# Liste der Monuments historiques in Osnes
Die Liste der Monuments historiques in Osnes führt die Monuments historiques in der französischen Gemeinde Osnes auf.

## Liste der Objekte
| Bezeichnung      | Beschreibung            | Standort                       | Kennzeichnung | Schutzstatus | Datum | Bild |
| ---------------- | ----------------------- | ------------------------------ | ------------- | ------------ | ----- | ---- |
| Weihwasserbecken | Marmor, 18. Jahrhundert | in der Kirche St-Benoît (Lage) | PM08000392    | Classé       | 1967  |      |